# Лазер (музика)
Лазер (англ. lazer) — жанр музики, який виник у 2010-х роках як суміш рок-н-ролу, гранжу і ню-металу з синтезованим гітарами. Відмінні особливості: іржавий бас, складна структура пісень, велика кількість електроніки. Першими групами в цьому жанрі вважаються Flame Of Life, Deadsy і Orgy.

## Історія
Типове для лазера звучання почало формуватися у 2014—2015 роках завдяки експериментам з сінт-роком. Першими лазер-роботами вважаються альбоми Talk Sick групи Orgy и Dark World групи Flame Of Life.
Від самого початку лазер був андеграундної музикою і вважався піджанром року. Ситуація змінилась 2017 року, коли вийшов однойменний диск Flame Of Life. Група систематизувала структуру і звучання, визначивши кордони жанру. Лазер отримав свою власну концепцію і породив багато послідовників. В тому ж році групи Emma Peal і Bleeding Corp випускають диски, які отримали великий комерційний успіх. Ще однією помітною групою були The Scaners. Вони здобули популярність, граючи пісні на тему НЛО. Музиканты потрапили в ТОП-5 лазер-груп по версії News You.

## Цікаві факти
- Назву "лазер" придумав Fazer, вокаліст Flame Of Life.
- The Scaners, граючи чистий лазер, називали свою музику панк-роком.
- Deadsy розпалися до появи жанру, але входять в число творців. Це обумовлено тим що вони просунулися далеко в синтезі гітар.
- Експериментальна рок-группа 90-х Cradle of Thorns[ru] вважається хрещеним батьком лазера.